# Драга Светојанска
Драга Светојанска је насељено место у саставу града Јастребарског у Загребачкој жупанији, Хрватска. До територијалне реорганизације у Хрватској налазила се у саставу бивше велике општине Јастребарско.

## Становништво
На попису становништва 2011. године, Драга Светојанска је имала 153 становника.

## Попис1991.
На попису становништва 1991. године, насељено место Драга Светојанска је имало 246 становника, следећег националног састава:
| Попис 1991.‍ | Попис 1991.‍ | Попис 1991.‍ | Попис 1991.‍ | Попис 1991.‍ |
| ----------- | ----------- | ----------- | ----------- | ----------- |
|             |             |             |             |             |
| Хрвати      | Хрвати      |             | 235         | 95,52%      |
| Срби        | Срби        |             | 1           | 0,40%       |
| непознато   | непознато   |             | 10          | 4,06%       |
| укупно: 246 |             |             |             |             |